# Fleur de pavé
Pour plus de détails, voir Fiche technique et Distribution.
Fleur de pavé est un film muet français réalisé par Albert Capellani et Michel Carré, sorti en 1909.

## Synopsis
Une pauvresse, recueillie par un philanthrope, devient une grande actrice de music-hall.

## Fiche technique
- Titre : Fleur de pavé
- Réalisation : Albert Capellani et Michel Carré
- Scénario : Michel Carré et Carny
- Société de production : Société cinématographique des auteurs et gens de lettres (S.C.A.G.L.)
- Société de distribution :  Pathé Frères
- Pays d'origine :  France
- Langue : film muet avec les intertitres  en français
- Format : Noir et blanc — 35 mm — 1,33:1 — Muet
- Métrage : 315 mètres (1 bobine)
- Genre : Film dramatique, Mélodrame
- Durée : 10 minutes et 30 secondes
- Numéro de catalogue Pathé : 2940
- Dates de sortie : 
  -  France : 11 juin 1909
  -  États-Unis : 17 novembre 1909

## Distribution
- Mistinguett
- Armand Numès
- Charles Prince
- Henri Desfontaines
- Camille Beuve
- Vernaud